# Muntingiaceae
Muntingiaceae is een botanische naam, voor een familie van tweezaadlobbige planten. De familie is pas vrij recent voor het eerst erkend. De familie zal bestaan uit de volgende drie soorten:
- Muntingia calabura
- Dicraspidia donnell-smithii (zie herbarium exemplaar)
- Neotessmannia uniflora.